# Исаков, Евгений Викторович
Евгений Викторович Исаков (род. 13 октября 1984, Красноярск) — российский хоккеист, нападающий.

## Биография
Воспитанник тюменского «Газовика». Начинал играть в тюменском «Рубине-2» в сезоне 1999/2000 первой лиги. Со следующего сезона стал выступать за «Газовик». По ходу сезона 2001/02 был отдан в аренду в «Элемаш» Электросталь, сезон 2002/03 начал в аренде в «Северстали». Сезон 2004/05 начал в «Северстали-2», провёл один матч в аренде за «Кристалл» Саратов и вернулся в «Газовик». В сезоне 2008/09 играл за «Югру» Ханты-Мансийск и «Металлург» Серов. Выступал за «Дизель» Пенза (2009/10), «Сарыарку» (2010/11 — 2011/12, Казахстан) и «Сокол» Красноярск (2012/13 — 2013/14, ВХЛ).
Победитель Европейского юношеского Олимпийского фестиваля 2001 года в составе сборной России. Серебряный призёр чемпионата мира среди юниоров 2002. Серебряный призёр хоккейного турнира зимней Универсиады 2007. На драфте НХЛ 2003 года был выбран в 5-м раунде под общим 161-м номером клубом «Питтсбург Пингвинз».